# ساندرا ميلو
ساندرا ميلو (بالإيطالية: Sandra Milo)‏ هي مقدمة تلفزيونية وممثلة فرنسية وإيطالية، ولدت في 11 مارس 1933 بتونس في تونس. بدأت مشوارها المهني سنة 1955.

## أعمال

### أفلام
- (1963) 8½[8]

## وصلات خارجية
- ساندرا ميلو على موقع IMDb (الإنجليزية)
- ساندرا ميلو على موقع ميتاكريتيك (الإنجليزية)
- ساندرا ميلو على موقع روتن توميتوز (الإنجليزية)
- ساندرا ميلو على موقع ألو سيني (الفرنسية)
- ساندرا ميلو على موقع أول موفي (الإنجليزية)
- ساندرا ميلو على موقع قاعدة بيانات الأفلام السويدية (السويدية)
- ساندرا ميلو على موقع إن إن دي بي (الإنجليزية)
- ساندرا ميلو على موقع ديسكوغز (الإنجليزية)
- ساندرا ميلو على موقع قاعدة بيانات الفيلم (الإنجليزية)
- ساندرا ميلو على موقع كينوبويسك (الروسية)